# Référendum estonien de 1992
 (août 2025).
Le référendum estonien de 1992 est un référendum en Estonie, ayant eu lieu le 28 juin 1992. Le référendum propose l'adoption d'une nouvelle constitution et l'extension du corps électoral.
Le référendum a un taux de participation de 66,8 % avec 446 708 votants sur un corps électoral de 669 080. 
91,9 % des votants ont répondu favorablement à la question sur la constitution, soit 407 867 personnes. 8,1 % des votants se sont opposés à la question posée soit 36 147 personnes. 
Sur la question de l'extension du corps électoral, 46,5% des votants ont répondu favorablement soit 205 980 personnes. 53,5 % des votants se sont opposés à cette extension soit 236 819 personnes.